# Hang It Up
Hang It Up è un singolo del duo musicale inglese The Ting Tings, pubblicato nel dicembre 2011 ed estratto da Sounds from Nowheresville, secondo album in studio del gruppo.

## Tracce
- Download digitale

1. Hang It Up – 3:10

- iTunes Remixes EP

1. Hang It Up (Inertia Remix) – 3:58
2. Hang It Up (Abacus & Vargas 'Predator' Remix) – 3:34
3. Hang It Up (CKB Remix) – 5:56
4. Hang It Up (Shook Remix) – 4:37
5. Hang It Up (Vanguard Remix) – 3:11

## Formazione
- Katie White
- Jules De Martino